# 牛華勇
牛華勇（ぎゅう かゆう）は、中華人民共和国の学者。博士生の指導教員であり、北京外国語大学国際商学院院長、北京外国語大学南方研究院執行院長、北京外国語大学G20研究センター執行主任、北京外国語大学国際インターネットAI研究センター主任、中国政府全国国際ビジネス専門学位研究生教育指導委員会委員として活動している。

## 学歴[2]
- 2018年 - 2019年、北京大学光華管理学院にて金融学専攻の学者・教授を担当。
- 2009年 - 中国人民大学経営学部、産業経済学、経済学博士
- 2001年 - 中央財経大学財政学 財政学（企業財務）専攻、経済学の修士
- 1997年 - 山東財経大学 財政金融部門、財政学（税収）専攻、経済学の学士

## 国際交流[3]
- 2009年 - 2012年、UNSW・シドニーにて研究員を担当。
- 2007年 - 2008年、アメリカのバージニア州立大学にて教授を担当。
- 2004年3月、イギリスのスタッフォードシャー大学ビジネススクールにて教授を担当。
- 2005年3月、イギリスのケント大学ビジネススクールにて教授を担当。

## キャリア[4]
- 2021年、中国政府全国国際ビジネス専門学位研究生教育指導委員会委員に就任。
- 2012年11月-現在 - 北京外国語大学国際商学院(国際商学部)学部長
- 2007年01月-2012年11月 - 北京外国語大学国際商学院副院長
- 2001年09月-2007年01月 - 北京外国語大学国際商学院行政主任、教育センター長、プロジェクトセンター長、講師
- 1997年09月-1998年08月 - 中国政府山東省財政局

## 論文・出版書籍[5]
- 高等学校商科教育国際化比較研究。商学研究。2017年12月第24巻第3期。牛華勇、孫健、宋陽、周忠宝普通核心
- International Journal of Numerical Analysis and Modeling 370-391 A Unified Parallel DEA Model and Efficiency Modeling of Multi-activity under Non-homogeneous Activity Volume 15、Number 3、2018 WF SHEN、ZB ZHOU、PD LIU、QY JIN、WB LIU、AND HUAYONG NIU。  SCI
- Electronic Commerce Research and Applications Do reviews from friends and the crowd affect online consumer posting behaviour differently？ 2018.1.31。  Xue Pan、Lei Hou、Kecheng Liu、Huayong Niu。  SCI
- 碳減排引領緑色経済新模式。新商務周刊。 2014.6.16
- 中馬高等商科教育人才培養模式差異分析2014北京馬来研究国際研討会論文集。 2014.5.30
- A Research Review of China's Business Educational Internationalization。  Applied Social Science。  （ISTP）、2014.3
- An Empirical Study on Economic Growth and Carbon Emissions of G20 Group。  ERMM2014。  （ISTP）、2014.1
- 金融危機与銀行業高管薪酬問題研究。当代会計2014（1）
- 基于演化博弈模型的電子政務業務協同標準拡散研究。上海管理科学2013（8）
- An Institutional Analysis of National E-Government Standards Diffusion：The case of Information Resources Catalogue and Exchange System、Proceedings of The 10th IEEE International Conference on Service Systems and Service Management（ICSSSM13）（EI）、2013.6
- Study on the Conceptual Model of E-Government Standards Adoption Based on Institutional Theory、Proceedings of The 12th Wuhan International Conference on e-Business（ISTP）、2013.5
- The Optimization of China's Retail Structure- A Study on Moderating Effects of Foreign Retailers、Proceedings of the 8th Euro-Asia Conference on Environment and CSR、2012.6
- 中心城市対周辺経済圏経済輻射力比較分析——基于北京和上海経済圏的案例.広西大学学報　2009（2）
- 次貸危機後再談公允価値在我国会計準則中的応用.経済経緯（3）
- 転型経済中的税収原則：基于中国的分析.会計師.2007（1）
- 控制権争奪、双向激励与企業績効.会計師.2006（5）
- 科層、市場与経済効率.中国管理科学学会優秀論文奨一等奨.2004
- 国有企業経理：激励方式与特徴.中国管理科学学会優秀論文奨.2003